# Bård Wiggen
Bård Wiggen (9 dicembre 1961) è un allenatore di calcio ed ex calciatore norvegese, di ruolo difensore.

## Carriera

### Giocatore

#### Club
Wiggen giocò per il Rosenborg dal 1986 al 1989. Esordì nella 1. divisjon in data 27 aprile 1986, subentrando a Gøran Sørloth nel pareggio a reti inviolate in casa del Viking. Il 9 maggio 1987 segnò la prima (ed unica) rete in campionato con questa maglia, nel pareggio per 1-1 sul campo del Tromsø. Contribuì al double del 1988. Nel 1990 si trasferì allo Strømsgodset, formazione per cui debuttò il 28 aprile, nella sconfitta casalinga per 0-1 contro il Brann.

### Allenatore
Fu tecnico del Drafn dal 1991 al 1994. Dal 1997 al 1999, fu allenatore dello Aalesund. Nel 2003, ricoprì il medesimo incarico allo Start.

## Palmarès

### Giocatore

#### Club

##### Competizioni nazionali
- Campionato norvegese: 1

Rosenborg: 1988
- Coppa di Norvegia: 1

Rosenborg: 1988